# Zvezda plenitelnogo stjastja
Zvezda plenitelnogo stjastja (russisk: Звезда пленительного счастья, da.: ~ Stjerne af fængslende lykke) er en sovjetisk spillefilm fra 1975 instrueret af Vladimir Motyl.

## Medvirkende
- Irina Kuptjenko som Jekaterina Ivanovna Trubetskaja
- Aleksej Batalov som Sergej Trubetskoj
- Natalja Bondartjuk som Marija Volkonskaja
- Oleg Strizjenov som Sergej Volkonskij
- Eva Sjikulskaja som Polina Göbl-Annenkova
- Innokentij Smoktunovskij som Ivan Bogdanovitj Zeidler